# Salzhausen
Salzhausen là một đô thị thuộc huyện Harburg, bang Niedersachsen, Đức. Đô thị này có diện tích 34,72 km². Đô thị này có cự ly khoảng 40 km về phía đông nam của Hamburg, và 15 km về phía tây của Lüneburg.
Salzhausen là thủ phủ của Samtgemeinde ("đô thị tập thể") Salzhausen.